# 淡香水

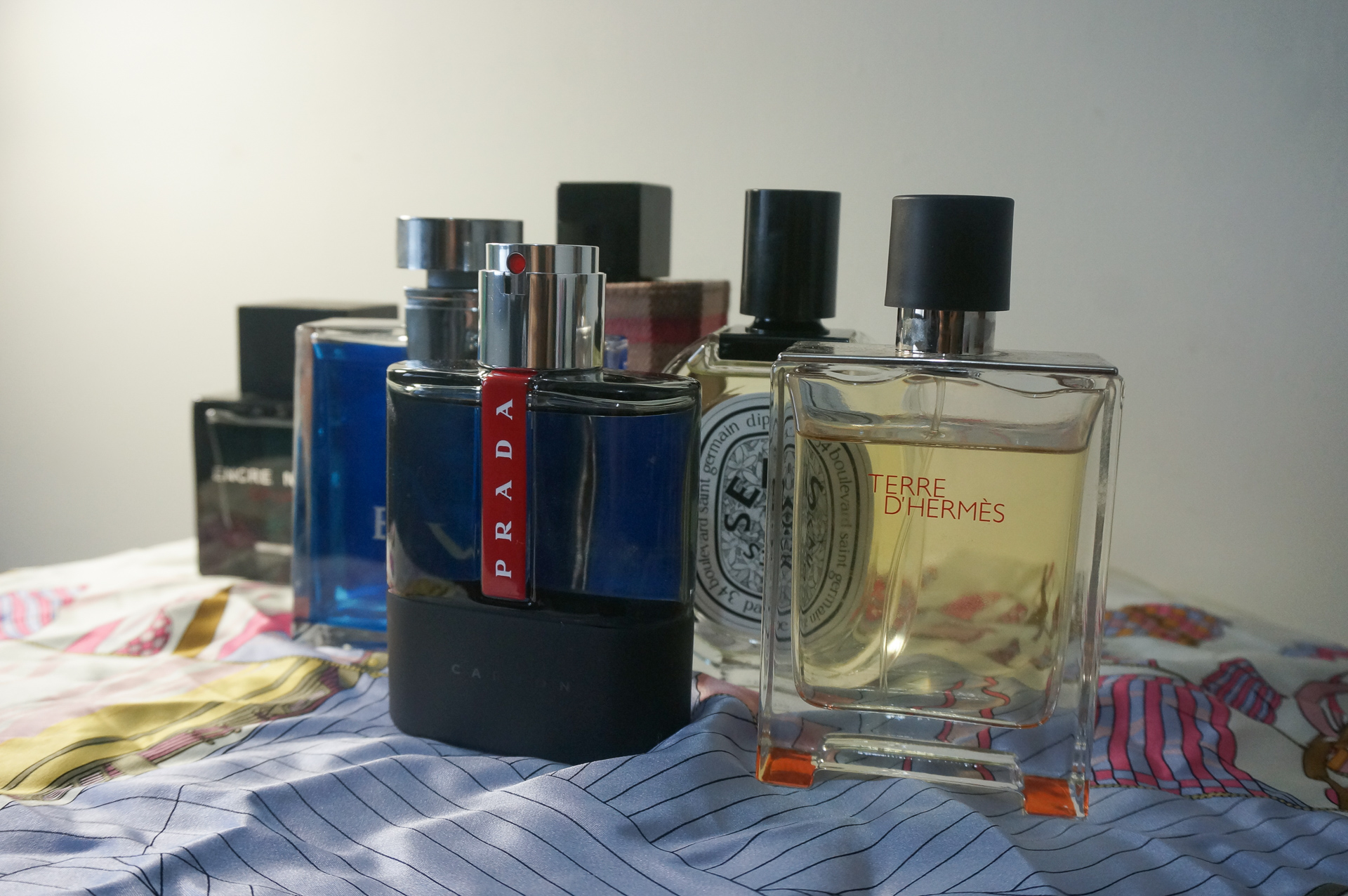
不同品牌的瓶裝淡香水

淡香水（法語：Eau de toilette，法語：[o d(ə) twalɛt]）是一類氣味較為輕微的香水。也常被稱作“芳香水”并含有一定量的酒精。通常會直接在沐浴後塗抹於皮膚上。
淡香水命名時常會加上其中的主要成份，例如天竺葵水中的天竺葵、薰衣水中的薰衣草等。因為常用花作為原料，因此也常被稱作“花香水”。

## 歷史
14世紀波蘭的伊莉莎白（1305-1380）發明了一種混合酒精的芳香油來塗抹皮膚。這大約就是“匈牙利水”，即最早的淡香水，也是古龍水的前身。傳說年屆七十且身體欠佳的女王在使用了這種香水後竟恢復了健康。此外，匈牙利水還含有迷迭香成份。
法國國王路易十四也使用過淡香水為自己的襯衫染香，其材料包括沉香、麝香、橘子花、蔷薇水及其他香料。

## 酒精

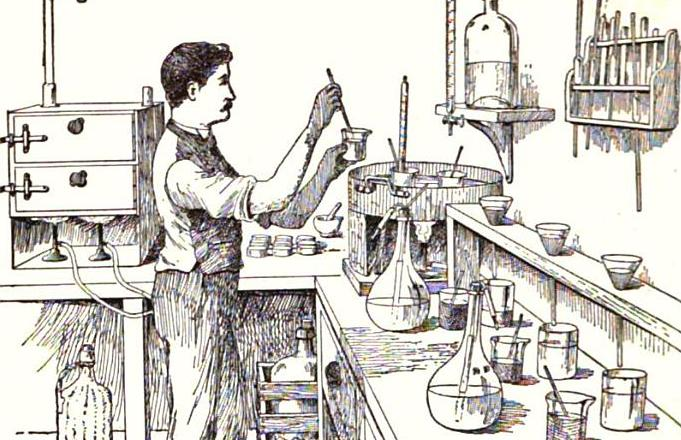
配製香水，1910年

一般會使用一些溶劑來溶解香油，但其必要性存在爭議。而大多數溶劑都是乙醇或乙醇與水的混合物，乙醇也可以起到擴散劑的作用，使得香水的香味更容易被人嗅到。相對含有3-5%芳香油、80-90%的酒精和15%的水的古龍水來說，淡香水的酒精濃度低得多，一般只有60-80%，而芳香油則一般有2-8%。因此也被當做是一種稀釋過的古龍水或濃香水。傳統上古龍水都含有柑橘油和芳香物質，但淡香水並沒有類似要求。

## 健康
一些淡香水被認為可以滋潤皮膚並有一些其他的醫療價值。1905年的《Medical Record》曾報導說噴灑淡香水可以恢復人們的精力。14至16世紀有一類淡香水被認為有驅除黑死病的功效。